# Хлопузово
Хлопузово — деревня в Белозерском районе Вологодской области.
Входит в состав Антушевского сельского поселения, с точки зрения административно-территориального деления — в Антушевский сельсовет.
Расположена на левом берегу реки Качозерки (приток Самсарки). Расстояние по автодороге до районного центра Белозерска составляет 31 км, до центра муниципального образования села Антушево — 16 км. Ближайшие населённые пункты — Гришино, Еремеево, Новомаксимово.
Население по данным переписи 2002 года — 20 человек (11 мужчин, 9 женщин). Всё население — русские.